# Les Coves de Vinromà
Les Coves de Vinromà település Spanyolországban, Castellón tartományban. Les Coves de Vinromà Albocàsser, Alcalà de Xivert, La Salzadella, Sarratella, La Serra d'en Galceran, Tírig és Vilanova d’Alcolea községekkel határos. Lakosainak száma 1865 fő (2024).

## Népesség
A település népessége az elmúlt években az alábbi módon változott:
| Lakosok száma | 1783 | 1877 | 1876 | 2052 | 2049 | 1910 | 1870 | 1823 | 1792 | 1865 |
|               | 2001 | 2004 | 2006 | 2009 | 2011 | 2014 | 2016 | 2019 | 2021 | 2024 |